# Bifobia

La bandiera dell'orgoglio bisessuale.

La bifobia è l'avversione verso la bisessualità e i bisessuali come gruppo sociale o come individui. Persone di qualsiasi orientamento sessuale possono provare tali sentimenti di avversione. Come fonte di discriminazione, la bifobia si basa sugli stereotipi negativi sui bisessuali. La bifobia può assumere varie forme, tra cui: la negazione della bisessualità come un vero e proprio orientamento sessuale, stereotipi negativi (come la convinzione che i bisessuali siano promiscui o disonesti), o la cancellazione della bisessualità.

## Etimologia e utilizzo
Bifobia è una parola portmanteau modellata sul termine omofobia. Deriva dal prefisso di origine neoclassica bi- (due) dal termine bisessualità e dalla radice -fobia (dal greco antico φόβος, phóbos, paura) trovato nella parola omofobia. Insieme alla transfobia e all'omofobia, la bifobia fa parte di una famiglia di termini usati per descrivere l'intolleranza e la discriminazione contro le persone LGBT. È da notare che la bifobia può non avere l'accezione clinica o medica di fobia - un disturbo d'ansia: il suo significato e il suo uso sono tipicamente paralleli a quelli della xenofobia. La forma aggettivale bifobico descrive cose o qualità legate alla bifobia, e il sostantivo meno comune bifobo etichetta le persone caratterizzate da questo sentimento di avversione. Il termine "bifobia" fu coniato nel 1992 dalla ricercatrice Kathleen Bennet, a significare "pregiudizio contro la bisessualità" e "denigrazione della bisessualità come scelta di vita". È stata successivamente definita come "qualsiasi rappresentazione o discorso che denigra o critichi uomini o donne per il solo motivo di appartenere a questa identità socio-sessuale [bisessuale], o che rifiuti loro il diritto di rivendicarla."

## Idee di base e stereotipi negativi
Due classificazioni di stereotipi negativi sui bisessuali mirano alla credenza che la bisessualità non esista e alla generalizzazione che i bisessuali siano promiscui.

### Negazionismo e cancellazione
La bifobia può portare le persone a negare che la bisessualità sia reale, affermando che le persone che si identificano come bisessuali non sono realmente bisessuali, o che il fenomeno è molto meno comune di quanto sostengono. Una forma di questa negazione si basa sulla visione eterosessista che l'eterosessualità è l'unico vero o naturale orientamento sessuale. Così tutto ciò che si discosta da questo è invece o una patologia psicologica o un esempio di comportamento antisociale.
La credenza che la bisessualità non esista deriva dalla visione binaria della sessualità: una visione eterosessista o monosessista. Nella prima visione, si presume che le persone siano attratte dal sesso opposto e solo le relazioni eterosessuali esistano veramente. Quindi, la bisessualità, come l'omosessualità, non è una sessualità o un'identità valida. Una seconda forma di negazione deriva dalla visione binaria della sessualità: che le persone siano assunte monosessuali, cioè omosessuali (gay/lesbiche), o eterosessuali. Nel corso degli anni ottanta, la ricerca moderna sulla sessualità è stata dominata dall'idea che l'eterosessualità e l'omosessualità fossero gli unici orientamenti legittimi, respingendo la bisessualità come "omosessualità secondaria". In tale modello, si presume che i bisessuali siano persone lesbiche/gay che desiderano apparire eterosessuali, o individui (di qualsiasi "orientamento" monosessuale) che vogliono sperimentare la sessualità al di fuori del loro interesse "normale", o non possono essere bisessuali a meno che non siano attratti in egual misura da entrambi i sessi. Massime come "le persone sono o gay o etero o mentono" incarnano questa visione dicotomica dell'orientamento sessuale.
Alcune persone accettano l'esistenza teorica della bisessualità, ma la definiscono in modo stretto, come se fosse solo l'attrazione sessuale verso uomini e donne. Così i molti individui bisessuali con attrazioni ineguali sono invece classificati come omosessuali o eterosessuali. Altri riconoscono l'esistenza della bisessualità nelle donne, ma negano che gli uomini possano essere bisessuali.
Alcuni negazionisti della bisessualità asseriscono che il comportamento o l'identità bisessuale sia semplicemente una tendenza sociale – come esemplificato dal "bisessuale chic" o dal gender bending – e non un tratto intrinseco della personalità. In questo caso, l'attività sessuale con lo stesso sesso è considerata un mero sostituto del sesso con membri del sesso opposto o come una fonte più accessibile di gratificazione sessuale. L'omosessualità situazionale in ambienti segregati per sesso è presentata come un esempio di questo comportamento.
La bifobia è comune nella comunità eterosessuale, ma è spesso esibita anche da persone gay e lesbiche, di solito con l'idea che i bisessuali siano in grado di sfuggire all'oppressione degli eterosessuali conformandosi alle aspettative sociali sessuali e romantiche per il genere opposto. Questo fa sì che coloro che si identificano come bisessuali vengano percepiti come "non abbastanza [etero] o [gay]" o "non reale." Uno studio australiano condotto da Roffee e Waling nel 2016 ha stabilito che le persone bisessuali hanno affrontato microaggressioni, bullismo e altri comportamenti antisociali da parte di persone all'interno della comunità gay e lesbica.
La cancellazione bisessuale (nota anche come "invisibilità bisessuale") è un fenomeno che tende a omettere, falsificare o rivedere le prove della bisessualità nella storia, nel mondo accademico, nei media e in altre fonti primarie a volte fino a negare l'esistenza della bisessualità.
Yoshino (2000) scrive che ci sono tre concetti che causano invisibilità all'interno della bisessualità: "Le tre invisibilità possono essere viste come annidate l'una nell'altra; la prima riguarda etero, gay e bisessuali; la seconda riguarda solo gay e bisessuali; e la terza riguarda solo bisessuali." Le forme di standard e aspettative sociali, la religione e l'integrazione dell'aspetto riguardante l'attrazione omosessuale della bisessualità con l'omosessualità contribuiscono all'invisibilità.
Una causa di bifobia nella comunità maschile gay è che c'è una tradizione di identità politica di assumere che l'accettazione dell'omosessualità maschile sia legata alla convinzione che la sessualità maschile è specializzata in un unico modo (sesso anale). Questo fa sì che molti membri della comunità maschile gay assumano che l'idea stessa che gli uomini possano essere bisessuali sia omofoba verso gli uomini gay. Un certo numero di uomini bisessuali sentono che tali atteggiamenti li costringono a mantenere la loro bisessualità "in the closet" (nascosta) e che è ancora più opprimente dell'eteronormatività tradizionale. Questi uomini sostengono che la comunità maschile gay ha qualcosa da imparare sul rispetto per l'individuo da parte della comunità lesbica, in cui non vi è una forte tradizione di presumere legami tra nozioni circa le origini delle preferenze sessuali e la loro accettazione. Questi punti di vista sono supportati anche da alcuni uomini gay che non amano il sesso anale (chiamati "sides", in opposizione ai cosiddetti "tops" e "bottoms") e riferiscono che si sentono bullizzati dalla presunzione degli altri uomini gay che pensano che la loro antipatia per il sesso anale sia "omofoba" e vogliono più rispetto per l'individualità in cui a un uomo gay che non odia se stesso può semplicemente non piacere il sesso anale e invece preferiscono altri atti sessuali come fellatio reciproca e masturbazione reciproca maschile.
Alcune forme di pregiudizio contro i bisessuali sono pretese che la bisessualità sia un tentativo da parte di omosessuali perseguitati di adattarsi alle società eteronormative adottando un'identità bisessuale. Tali affermazioni sono criticate dai bisessuali e dai ricercatori che studiano la situazione dei bisessuali per aver erroneamente ipotizzato che le relazioni omosessuali in qualche modo sfuggirebbero alla persecuzione nelle culture eteronormative semplicemente identificandosi come bisessuale invece che omosessuale. Questi ricercatori citano che tutti i paesi con leggi contro il sesso tra persone dello stesso sesso danno la stessa punizione indipendentemente da quale orientamento sessuale le persone giudicate colpevoli si identifichino come, che tutti i paesi in cui il matrimonio omosessuale è illegale non permette mai matrimoni tra persone dello stesso sesso, non importa se si identificano come bisessuali anziché omosessuali, e che le leggi contro i donatori di sangue "gay" proibiscono invariabilmente a chiunque abbia fatto sesso con altri uomini di donare sangue, indipendentemente dal fatto che si identifichi come omosessuale o come bisessuale. La conclusione fatta da questi ricercatori è che dal momento che non c'è alcun beneficio sociale nell'identificarsi come bisessuale invece di identificarsi come omosessuale, l'affermazione che i bisessuali sono omosessuali che cercano di adattarsi a una società eteronormativa è semplicemente falsa e bifobica e fa sì che i bisessuali subiscano una discriminazione bidirezionale sia da parte della società LGBT che da parte della società eteronormativa che è peggiore della discriminazione unidirezionale dalla società eteronormativa che è affrontata dagli omosessuali. Si sostiene inoltre che tale discriminazione bidirezionale induca molti bisessuali a nascondere la loro bisessualità in misura ancora maggiore rispetto agli omosessuali che nascondono la loro sessualità, portando a sottovalutazioni della prevalenza della bisessualità, soprattutto negli uomini, per i quali, tali ipotesi di "essere completamente gay", sono più dilaganti.
Nel libro Bi: Notes for a Bisexual Revolution, Eisner (2013) cita l'argomentazione di Obradors-Campos secondo cui gli individui bisessuali subiscono la stigmatizzazione da parte degli eterosessuali e degli individui gay e lesbiche. Eisner (2013) scrive anche, "alcune forme di stigma bifobico frequentemente osservate nelle comunità gay e lesbiche: che i bisessuali sono privilegiati, che i bisessuali alla fine sceglieranno relazioni e stili di vita eterosessuali, che le donne bisessuali stanno rafforzando il patriarcato, che la bisessualità non è un'identità politica, che le donne bisessuali portano l'HIV nelle comunità lesbiche, e così via."

### Stereotipi
Molti stereotipi sulle persone che si identificano come bisessuali derivano dalla negazione o cancellazione bisessuale. Poiché il loro orientamento non è riconosciuto come valido, sono stereotipati come confusi, indecisi, insicuri, in cerca di sperimentare, o "solo passando attraverso una fase".
L'associazione della bisessualità con la promiscuità deriva da una varietà di stereotipi negativi rivolti ai bisessuali come persone mentalmente o socialmente instabili per le quali le relazioni sessuali solo con gli uomini, solo con le donne, o solo con una persona alla volta non è sufficiente. Questi stereotipi possono derivare da supposizioni culturali che "gli uomini e le donne sono così diversi che il desiderio per uno è una bestia completamente diversa dal desiderio per l'altro" ("una caratteristica tipica dell'eterosessismo"), e che "verbalizzare un desiderio sessuale porta inevitabilmente a tentativi di soddisfare quel desiderio."
Di conseguenza, i bisessuali portano uno stigma sociale che va dalle accuse di tradire i loro partner, condurre una doppia vita, di avere dei segreti e diffondere malattie sessualmente trasmissibili come l'HIV/AIDS. Questo presunto comportamento è ulteriormente generalizzato come disonestà, segretezza e inganno. I bisessuali possono essere caratterizzati come "prostituti/troie", "facili", indiscriminati e ninfomani. Inoltre sono fortemente associati al poliamore, allo scambismo e alla poligamia, pur essendo quest'ultima una tradizione eterosessuale consolidata sancita da alcune religioni e legale in diversi paesi. Questo nonostante il fatto che le persone bisessuali sono capaci di monogamia o monogamia seriale come gli omosessuali o gli eterosessuali.

## Effetti
Gli effetti sulla salute mentale e sessuale della bifobia sulle persone bisessuali sono numerose. Uno studio ha dimostrato che i bisessuali sono spesso intrappolati tra i binari dell'eterosessualità e dell'omosessualità, creando una forma di invalidazione intorno alla loro identità sessuale. Questo porta spesso alla presenza di indicatori riconosciuti di problemi di salute mentale come la bassa autostima o la mancanza completa di essa. Questi indicatori e pressioni per "scegliere" un'identità sessuale possono, in molti casi, portare alla depressione in quanto possono sentire di vivere in una cultura che non riconosce la loro esistenza.
Facendo ricerche sulle donne ad alto rischio di infezione da HIV, uno studio, dal Journal of Bisexuality, ha concluso che le donne bisessuali nel campione ad alto rischio studiato avevano maggiori probabilità di assumere vari comportamenti ad alto rischio ed era a più alto rischio di contrarre l'HIV e altre malattie sessualmente trasmissibili. Questi comportamenti sono stati attribuiti all'improbabilità dei bisessuali di discutere della loro sessualità e della loro adeguata protezione con gli operatori sanitari per paura di giudizi o discriminazioni, inducendoli a diventare poco istruiti sulla questione. Nel libro, Bi: Notes for a Bisexual Revolution, Eisner (2013) discute le statistiche sul suicidio tra individui che si identificano come bisessuali rispetto agli eterosessuali, ai gay e alle lesbiche. Eisner (2013) ha fatto riferimento a uno studio canadese che ha scoperto che le donne bisessuali avevano tassi più elevati di suicidio rispetto alle donne eterosessuali e lesbiche; lo studio ha anche scoperto che gli uomini bisessuali avevano anche tassi più elevati di suicidio rispetto agli uomini eterosessuali e gay.
Le persone che si identificano come bisessuali possono affrontare disparità in gradi più severi rispetto ai loro coetanei gay e lesbiche. In particolare, per esempio, possono affrontare:
- Tassi di successo inferiori per le richieste di asilo; può essere il caso di Stati Uniti, Canada e Australia[33]
- Livelli più alti di violenza intima da parte del partner[34]
- Maggiore probabilità di comportamento a rischio giovanile tra gli studenti delle scuole superiori[35]
- Maggiore probabilità di ansia e disturbi dell'umore tra le donne bisessuali e gli uomini che riferiscono di avere rapporti sessuali con entrambi i sessi[36]
- Maggiore probabilità di vivere con meno di 30.000 dollari (statunitensi) l'anno (circa 27.000 euro)[37]
- Sentirsi meno accettati sul posto di lavoro[37]
- Minore probabilità di essere "out" con le persone importanti nella loro vita[37]
- "I bisessuali riportano tassi più alti di ipertensione, salute fisica scarsa o sufficiente, fumo e alcolismo rispetto agli eterosessuali o alle lesbiche/gay"[25]
- "Le donne bisessuali nelle relazioni con partner monosessuali hanno un tasso di violenza domestica maggiore rispetto alle donne in altre categorie demografiche"[25]
- "Molti, se non la maggior parte, dei bisessuali non si rivolgono ai loro fornitori di assistenza sanitaria. Ciò significa che stanno ricevendo informazioni incomplete (per esempio, sulle pratiche sessuali più sicure)"[25]
- "Le donne bisessuali avevano più probabilità di essere fumatrici e bevitrici gravi"[25]

## Monosessismo
Monosessismo è un termine usato per riferirsi a credenze, strutture e azioni che promuovono la monosessualità come l'unico legittimo e corretto orientamento sessuale, escludendo la bisessualità, la pansessualità e la polisessualità. Il termine può essere considerato analogo all'eterosessismo.
Liz Highleyman, autrice di importanti lavori di studi queer, ha annunciato che i bisessuali non possono indirizzare il monosessismo in un contesto di un movimento LGBT più ampio.

## Studi controversi
Uno studio del 2002 dice che un campione di uomini che si auto-definiscono bisessuali non rispondono allo stesso modo a del materiale pornografico gay e a materiale pornografico lesbo, ma in realtà esibivano una maggiore eccitazione sessuale, nella proporzione di quattro a uno, nei confronti di un genere piuttosto che l'altro. Comunque, la bisessualità non implica uguale attrazione verso entrambi i generi. Lo studio e l'articolo del New York Times nel quale venne riportato nel 2005 furono criticati come imperfetti e bifobici. Lynn Conway criticò l'autore dello studio, J. Michael Bailey, citando la sua storia controversa e facendo notare che lo studio non è stato scientificamente ripetuto e confermato da altri ricercatori indipendenti.

## Prospettive intesettoriali

### Femminismo
Le posizioni femministe nei riguardi della sessualità e in specie sulla bisessualità variano notevolmente, andando dall'accettazione della bisessualità come questione femminista al rifiuto della stessa come posizione reazionaria e intrisa di antifemminismo nei confronti del femminismo lesbico.
Una donna bisessuale ha presentato una denuncia contro la rivista femminista lesbica statunitense Common Lives/Lesbian Lives sostenendo di essere stata discriminata in quanto bisessuale quando un suo intervento non è stato pubblicato.
Un esempio ampiamente studiato di conflitto lesbico-bisessuale all'interno del femminismo è stata la Northampton Pride March negli anni tra il 1989 e il 1993, dove molte femministe coinvolte hanno discusso se i bisessuali dovessero essere inclusi e se la bisessualità fosse compatibile o meno con il femminismo. Le critiche lesbiche-femministe comuni alla bisessualità erano che la bisessualità era anti-femminista, che la bisessualità era una forma di falsa coscienza, e che le donne bisessuali che perseguono relazioni con gli uomini erano "illuse e disperate". Tuttavia, le tensioni tra le femministe bisessuali e le femministe lesbiche si sono allentate dagli anni '90, in quanto le donne bisessuali sono diventate più accettate all'interno della comunità femminista. Un certo numero di donne che sono state coinvolte in un qualche momento nell'attivismo lesbico-femminista hanno in seguito fatto coming out come bisessuali dopo aver realizzato la propria attrazione nei confronti degli uomini.
Tuttavia, alcune femministe lesbiche come Julie Bindel continuano ancora ad essere critiche verso la bisessualità. Bindel ha descritto la bisessualità femminile come una "tendenza alla moda" promossa a causa dell'"edonismo sessuale" e ha affrontato anche la questione se esiste o meno la bisessualità. Ha anche fatto dei confronti ironici paragonando i bisessuali agli amanti dei gatti e agli adoratori del diavolo.
La femminista lesbica Sheila Jeffreys scrive in The Lesbian Heresy (L'eresia lesbica, 1993) che mentre molte femministe sono a proprio agio lavorando accanto agli uomini gay, provano difficoltà di interazione con gli uomini bisessuali. Jeffreys afferma che mentre gli uomini gay è improbabile che molestino sessualmente le donne, gli uomini bisessuali possono essere altrettanto pericolosi e/o fastidiosi per le donne quanto gli uomini eterosessuali.
Donna Haraway è stata l'ispiratrice e la fondatrice del cyberfemminismo con il suo saggio del 1985 A Cyborg Manifesto: Science, Technology, and Socialist-Feminism in the Late Twentieth Century (Manifesto Cyborg: Scienza, Tecnologia e Femminismo Socialista nel tardo Novecento) che è stato ristampato in Simians, Cyborgs and Women: The Reinvention of Nature (1991). Il testo di Haraway afferma che il cyborg "non ha comunanze con la bisessualità, con la simbiosi pre-edipica, con la manodopera inalienabile o con altre seduzioni della completezza organica attraverso l'appropriazione definitiva di tutti i poteri delle parti in un'unità più alta".
Purtuttavia il libro Feminist Essays (I saggi femministi, 2017) di Nancy Quinn Collins afferma che, secondo il suo autore, "i cyborg possono essere bisessuali e il cyberfeminismo può e deve accettare la bisessualità".

### Etnia
Mentre la popolazione bisessuale in generale affronta nel suo complesso la bifobia, questa oppressione può essere ulteriormente aggravata anche da altri fattori, come l'etnia di appartenenza. Nel suo esame della prospettiva maschile bisessuale intitolata Managing Heterosexism and Biphobia: A Revealing Black Bisexual Male Perspective (Gestire l'eterosessismo e la bifobia: una prospettiva maschile bisessuale nera) l'afroameicano Grady L. Garner discute dell'oppressione che affronta sia in quanto maschio nero sia in quanto bisessuale. Egli spiega che l'internalizzazione dei messaggi, delle reazioni e degli atteggiamenti socioculturali negativi può essere incredibilmente preoccupante poiché i maschi neri bisessuali hanno tentato di tradurre o trasformare queste esperienze negative in identità bisessuale positiva.
L'esperienza dei maschi neri bisessuali è diversa da quella dei maschi bianchi bisessuali. Poiché le richieste e le sofferenze dei maschi bisessuali neri sembrano essere relativamente più distruttive di quelle che incontrano gli individui bianchi; bianco e nero, omosessuale e eterosessuale, questo riconoscimento è importante e vitale per la comprensione della bifobia da una prospettiva intersezionale.